# Matelea ampiyacuensis
Matelea ampiyacuensis är en oleanderväxtart som beskrevs av G. Morillo. Matelea ampiyacuensis ingår i släktet Matelea och familjen oleanderväxter. Inga underarter finns listade i Catalogue of Life.